# Sh2-223
Sh2-223 est une nébuleuse en émission visible dans la constellation du Cocher.
Elle est située à environ un degré à l'est de η Aurigae. Elle a l'apparence d'un faible arc de nébuleuse orienté nord-est-sud-ouest, avec la plus grande densification au centre de l'arc. La déclinaison du nuage est modérément septentrionale, de sorte qu'il peut être observé facilement, en particulier depuis l'hémisphère nord, où il est circumpolaire jusqu'aux latitudes tempérées moyennes. Depuis l'hémisphère sud, la visibilité est quelque peu réduite.
On pensait que l'objet était un rémanent de supernova extrêmement évolué (et donc très dispersé), situé à une distance d'environ 8 000 pc (∼26 100 al), c'est-à-dire à l'extrémité de la Voie lactée, dans la direction du Bras extérieur. On lui a donné les initiales OA 184, en tant que rémanent de supernova, et ses émissions d'ondes radio ont été étudiées de manière approfondie. Une étude de 2006, cependant, a fortement mis en doute l'appartenance de ce nuage à la classe des rémanents de supernova, optant pour une classification en tant que région HII. Cette solution a été choisie en raison de la détection d'une étoile ionisant son gaz, une étoile bleue de classe spectrale O7.5V cataloguée comme BD+41 1144, mais située à environ 2 200 pc (∼7 180 al) seulement, avec une marge d'erreur d'environ 400 pc (∼1 300 al). La distance est compatible avec la région galactique du Bras de Persée.